# Atraphaxis muschketowii
Atraphaxis muschketowii Krasn. – gatunek rośliny z rodziny rdestowatych (Polygonaceae Juss.). Występuje naturalnie w Kazachstanie. 

## Morfologia
PokrójZrzucający liście krzew dorastający do 0,5–1 m wysokości.
LiścieBlaszka liściowa ma podłużny, eliptyczny lub lancetowaty kształt. Mierzy 3–6 mm długości, o zaokrąglonej nasadzie i tępym wierzchołku.
KwiatyZebrane w grona, rozwijają się na szczytach pędów. Listków okwiatu jest 5, mają kształt od owalnego do lancetowatego i zielono-białawą barwę.

## Biologia i ekologia
Rośnie na stepach oraz stokach.